# (43775) Tiepolo
(43775) Tiepolo ist ein Asteroid des äußeren Hauptgürtels, der vom deutschen Astronomen Freimut Börngen am 2. Februar 1989 am Karl-Schwarzschild-Observatorium (IAU-Code 033) im Tautenburger Wald entdeckt wurde.
Der mittlere Durchmesser des Asteroiden wurde mit 10,840 (±0,221) Kilometer berechnet, die Albedo mit 0,104 (±0,023).
Der Asteroid gehört zur Ursula-Familie, einer mehrere Milliarden Jahre alten Asteroidenfamilie, die nach dem Asteroiden (375) Ursula benannt wurde.
Die Bahn von (43775) Tiepolo wurde im Jahre 2002 gesichert, so dass eine Nummerierung vergeben werden konnte. Am 6. Januar 2003 wurde der Asteroid auf Vorschlag von Freimut Börngen nach Giovanni Battista Tiepolo (1696–1770) benannt. Tiepolo war einer der bedeutendsten venezianischen Maler des ausklingenden Barock und des Rokoko.